# I’m in the Mood for Love...The Most Romantic Melodies of All Time
I'm in the Mood for Love...The Most Romantic Melodies of All Time – album saksofonisty Kenny’ego G, złożony z samych coverów, wydany w 2006 roku. 
Album zadebiutował na miejscu #37 zestawienia Billboard 200, rozchodząc się w pierwszym tygodniu od premiery w ilości 32,000 egzemplarzy. I'm in the Mood for Love...The Most Romantic Melodies of All Time uplasował się również na szczycie notowania Contemporary Jazz oraz na pozycji #22 listy R&B/Hip-Hop Albums.

## Lista utworów
1. „You’re Beautiful” - 4:14
2. „The Way We Were” - 2:51
3. „Yesterday” - 3:01
4. „I'm in the Mood for Love” - 4:03
5. „If” - 3:26
6. „The Way You Look Tonight” - 4:15
7. „If I Ain't Got You” - 4:02
8. „Love Theme from Romeo and Juliet” - 3:45
9. „It Had to Be You” - 3:54
10. „The Shadow of Your Smile” - 4:07
11. „Fly Me to the Moon / You Make Me Feel So Young” - 3:32
12. „As Time Goes By” - 3:33
13. „You Raise Me Up” - 3:14
14. „The Moon Represents My Heart (月亮代表我的心)” (azjatycki bonus) - 3:34